# Курино
Курѝно (на италиански: Curino; на пиемонтски: Curin, Курин) е община в Северна Италия, провинция Биела, регион Пиемонт. Разположена е на 390 m надморска височина. Населението на общината е 460 души (към 2010 г.).
Административен център на общината е село Санта Мария (Santa Maria).